# Димово
Димово (болг. Димово) — город в Болгарии. Находится в Видинской области, входит в общину Димово. Население составляет 1087 человек (2022).

## Политическая ситуация
Кмет (мэр) общины Димово — Тодор Илиев Тодоров (коалиция в составе 2 партий: Болгарская социалистическая партия (БСП), Движение за права и свободы (ДПС)) по результатам выборов.